# Ганжі (Новосанжарська селищна громада)
Га́нжі — село в Україні, у Новосанжарській селищній громаді Полтавського району Полтавської області. Населення становить 42 осіб. До 2020 орган місцевого самоврядування — Кунцівська сільська рада.

## Географія
Село Ганжі знаходиться на правому березі річки Ворскла, вище за течією на відстані 2 км розташоване село Старі Санжари, нижче за течією на відстані 0,5 км розташоване село Кунцеве, на протилежному березі — село Балівка. Річка в цьому місці звивиста, утворює лимани, стариці та заболочені озера. Поруч проходить автомобільна дорога М22 (E584).

## Населення

### Мова
Розподіл населення за рідною мовою за даними перепису 2001 року:
| Мова       | Кількість | Відсоток |
| ---------- | --------- | -------- |
| українська | 42        | 100%     |

## Історія
12 червня 2020 року, відповідно до розпорядження Кабінету Міністрів України № 721-р «Про визначення адміністративних центрів та затвердження територій територіальних громад Полтавської області», село увійшло до складу Новосанжарської селищної громади.
19 липня 2020 року, в результаті адміністративно - територіальної реформи та ліквідації Новосанжарського району, село увійшло до складу новоутвореного Полтавського району Полтавської області.